# 니시노 나나세
니시노 나나세(西野七瀬, 1994년 5월 25일 ~ )는 일본의 아이돌이며, 여성 아이돌 그룹 전 노기자카46의 멤버 중 한명이다.

## 내력
2011년
- 고교 3학년때, 프랑스 유학을 할 예정이었지만 노기자카46 오디션에 합격을 하여 유학을 취소를 했다.
- 8월 21일, 노기자카46 제1기 오디션에 합격.

2012년
- 2월 22일, 노기자카46 소니뮤직(Sony Music Records)에서 첫 싱글 <빙글빙글 커튼>으로 데뷔.
- 8월 22일, 노기자카46 3rd 싱글 「走れ！Bicycle」에서 처음으로 "칠복신(七福神)"으로 발탁되었다.
- 11월 8일, 걸즈 어워드(Girls Award) 2012 AUTUMN/WINTER에서 같은 그룹 멤버 시라이시 마이와 모델로 데뷔.[1]

2013년
- 3월 24일, 걸즈 어워드(Girls Award) 2013 SPRING/SUMMER로 두 번째로 모델로서 출연.[2]
- 4월 20일, 노기자카46 6th 싱글 「ガールズルール」에서 "팔복신(八福神)"으로 다시 복귀.
- 6월 18일, 자신이 디자인한 가끔씩 블로그에도 등장하던 「도이야상(どいやさん)」이 키디랜드(Kiddy Land)로부터 상품화되었다.[3]

2014년
- 4월 2일에 발매된 노기자카46 8th 싱글 「気づいたら片想い」에서 센터로 발탁되었다.
- 7월 9일에 발매된 노기자카46 9th 싱글 「夏のFree&Easy」에서 센터로 발탁되었다.

2015년
- 3월 18일에 발매된 노기자카46 11th 싱글 「命は美しい」에서 센터로 발탁되었다.

2018년
- 9월 20일, 자신의 공식 블로그에서 연내의 활동을 기해 노기자카46를 졸업하는 것을 발표[4]. 자신의 졸업 콘서트는 연초 2019년에 개최 예정[5]. 향후도 연예 활동은 계속한다[6].
- 12월 31일, 연내를 기해 그룹 졸업.

## 인물
- 캐치프레이즈는 「응∼∼∼∼∼ 나나세마루!!」
- 유년기에는 아버지와 많이 닮았지만, 고등학생 때부터는 엄마를 쏙 닮았다.
- 노기자카 안에서 패션리더(or패션반장)로 불리고 있다.
- '도이야(どいや)'라는 창작 캐릭터를 갖고 있다. 고등학교 입학 후에 HR합숙에서 탄생한 이 캐릭터는 2013년 키디랜드(Kiddy Land)에서 상품화 결정이되어 6월 18일 ~ 6월 30일까지 기간한정으로 판매가 되었다.
- '무기타(むぎ太)'라고 불리는 닥스훈트 강아지를 기르고 있다. 나이는 12~13살인데, 겉모습은 젊어보여서 병원에서 "2~3살로 통하고 있다"라는 것이 자랑. 이름은 엄마가 차를 마시면서 「"무기"로 괜찮지않아?」 라고 제안했었는데, 오빠의 이름으로부터 「타(太)」를 빌렸다.
- 시력이 나쁘다. 하지만 불편하므로 안경은 자주 쓰지 않는다.
- 장래의 꿈은, 주변 사람들에게도 인정받을 수 있는 한사람이기 전에 한 여성이 되는 것.
- 장래희망은 간호사가 꿈이었다.
- 오빠가 위로 1명 있고, 도쿄에서 혼자 살고 있다. 니시노 나나세의 오빠는 사진으로만 '노기자카는 어디?'에서 2번이나 출연했다.
- 상경하기 전, 고등학교에서 댄스 동아리에 소속 되어 있었다.
- 본인이 말하기를, 「난 엄청 길치도 음치도 아니다.」
- 운동은 자신있지 않지만, 뜀틀만은 좋아한다. 3단 뛰기에서는 6m 80cm를 기록하고 있다고 한다.
- 전 NMB48 3기 연구생 다카야마 리코는 친척 동생.[7]
- 후지이 슈카와 초등학교 & 중학교 동창.[8]

### 기호
- 새를 엄청 좋아하고, 누구에게도 지지 않는다고 말했다. 새가 좋아지게 된 것은, 중학교 3학년 때.
- 그림을 그리는 것을 좋아한다. 어린시절부터 매일 그림을 그리면서 좋아하게 되었다.
- 커피를 못 마신다. 카페오레는 설탕을 넉넉하게 넣으면 마실 수 있게 된다.
- 좋아하는 옷 브랜드는, one way、INGNI、dazzlin、titty&Co. 등등.
- AKB48에서 좋아하는 곡은, 「大声ダイヤモンド」 「十年桜」 「胡桃とダイアローグ」 「アイスのくちづけ」.
- 좋아하는 영화는, 「해리 포터」 「캐리비안의 해적」 「바이오 해저드」
- 좋아하는 지브리 작품은, 「원령 공주」 「센과 치히로의 행방불명」 「하울의 움직이는 성」
- 좋아하는 애니메이션은, 「죠죠의 기묘한 모험」
- 공 공포증 때문에 피구싸움을 싫어한다.
- 좋아하는 과목은 국어. 싫어하는 과목은 수학.
- 손톱이 예쁘게 자라지 않기 때문에, 손톱을 바짝 깊게 깎는다.

### 교우관계
- 노기자카46 모든 멤버들과 사이가 좋다. 니시노 나나세 본인은 따르는 쪽이므로, 언니조를 좋아한다고 한다.
- '나쨩(なぁちゃん)' 이란 별명을 불리게 된 시점은, 노기자카46에 들어가서부터.
- 노기자카는 어디? EP52에서 시라이시 마이를 가까이 대하는게 어렵다고 고백한적이 있다.

### 에피소드
- 결성 후에도, 당분간은 오사카↔도쿄 통학을 했다.
- 중학교 3학년의 수학여행은, 오키나와에 갔다.
- 노기자카46 오디션 응모는 본인이 신청한것은 아니고, 니시노 나나세의 어머니가 했다.
- 캔쥬스를 혼자서 열게 된 것은 중학교 3학년때 부터라고 한다.
- 오디션에서 부른 곡은 「赤い糸 - 아라가키 유이」 「渡良瀬橋 - 모리타카 치사토」
- 캐치프레이즈는 니시노 나나세의 아버지가 생각해냈다고 한다.[9]
- 노기자카46 1기 오디션 때, 낯가림이 심해서 계속 혼자 헤드폰을 끼고 유튜브 영상을 봤다고 한다.
- 친오빠와 어린 시절, 할아버지가 주신 '참치 스테이크 통조림'이 먹고 싶었지만, 차마 얘기 할 수가 없어서 오빠가 먹는 것을 지켜보기만 했다고 한다. 하지만 친오빠가 독립을 하고 난 뒤에는 혼자서 독차지를 할 수 있게 되었다며 기뻐하며 얘기 했다.

## 싱글 CD 참여곡
- ぐるぐるカーテン / 빙글빙글 커텐
  - 会いたかったかもしれない / 만나고 싶었을지도 몰라
  - 失いたくないから / 잃고 싶지 않으니까
  - 白い雲にのって / 하얀 구름을 타고
  - 乃木坂の詩 / 노기자카의 시
- おいでシャンプー / 이리와 샴푸
  - 心の薬 / 마음의 약
  - ハウス! / 하우스!
- 走れ!Bicycle / 달려라! Bicycle
  - せっかちなかたつむり / 성급한 달팽이
  - 人はなぜ走るのか? / 사람은 왜 달리는 걸까?
  - 音が出ないギター / 소리가 나지 않는 기타
- 制服のマネキン / 제복의 마네킹
  - 指望遠鏡 / 손가락 망원경
- 君の名は希望 / 너의 이름은 희망
  - シャキイズム / 샤키이즘
  - ロマンティックいか焼き / 로맨틱 오징어 야키
  - サイコキネシスの可能性 / 사이코키네시스의 가능성
- ガールズルール / 걸즈 룰
  - 世界で一番 孤独なLover / 세계에서 가장 고독한 Lover
  - 他の星から / 다른 별에서
  - 人間という楽器 / 사람이라는 악기

## 출연

### 드라마
- 49 (2013년 10월 6일 ~ 12월, 닛폰 TV) - 미나즈키 마나 역

### 영화
- 한번 죽어 봤다 (2020년 3월 20일, 쇼치쿠) - 제약회사 사원 역
- 신 가면라이더 (2023년 3월 18일, 토에이)
- 눈에 갇힌 외딴 산장에서 (2024년 1월 12일, 해피넷 팬텀 스튜디오) - 모토무라 유리에 역